# Västra Götalands försvarsområde
Västra Götalands försvarsområde (Fo 32) var ett svenskt försvarsområde inom svenska armén som verkade i olika former åren 1942–2000. Försvarsområdesstaben var förlagd i Göteborgs garnison i Göteborg.

## Historik
Västra Götalands försvarsområde bildades den 1 oktober 1942 som Göteborgs försvarsområde och var direkt underställd militärbefälhavaren för III. militärområdet. Från den 1 januari 1947 fick försvarsområdet gemensam stab med Halmstads försvarsområde (Fo 32). Den 1 oktober 1957 omorganiserades Västkustens marindistrikt till Marinkommando Väst, vilket innebar att Göteborgs kustartilleriförsvar avskiljdes för att den 1 juli 1958 bildade en egen myndighet. Vid samma tidpunkt uppgick Göteborgs skärgårds försvarsområde (Fo 33), Göteborgs försvarsområde (Fo 32) och Halmstads försvarsområde  (Fo 31) i Göteborgs kustartilleriförsvar, som antog namnet Göteborgs och Bohus samt Hallands försvarsområde jämte Göteborgs kustartilleriförsvar (Gbk/Fo 32/31).
Inför den så kallade OLLI-reformen, vilken genomfördes inom försvaret åren 1973–1975, föreslog överbefälhavaren 1974 att Hallands försvarsområde skulle avskiljas från Göteborgs och Bohus samt Hallands försvarsområde, för att istället ledas från Hallands regemente (I 16). Från den 1 juli 1975 antogs det nya namnet Göteborgs kustartilleriförsvar jämte Göteborgs och Bohus försvarsområde. Det nya förbandet hade det samlade förvaltnings- och mobiliseringsansvaret för Göteborg och Bohuslän, med undantag från norra Bohuslän, där Bohusläns regemente (I 17) svarade för det fackmässiga mobiliseringsansvaret för de infanteribrigader som utbildades vid regementet.
Inför regeringens proposition 1978/79:96 föreslog regeringen till riksdagen att de tre myndigheterna Västkustens örlogsbas (ÖrlB V), Göteborgs kustartilleriförsvar med Göteborgs och Bohus försvarsområde (GbK/Fo 32) och Älvsborgs kustartilleriregemente (KA 4) skulle sammanslås till en myndighet i fredsorganisationen. Bakgrunden till förslaget av en sammanslagning var på grund av besparingsskäl, där försvaret samt regeringen ansåg att den marina verksamheten på västkusten kunde samordnas under en gemensam ledning. Den 15 februari 1979 antog riksdagen regeringens proposition. Och den 1 januari 1981 trädde den nya organisationen i kraft, under namnet Västkustens militärkommando med Älvsborgs kustartilleriregemente (MKV/KA 4), vilken även ansvarade för ledningen av försvarsområdet.  Den 1 juli 1986 antog kommandot det nya namnet Västkustens marinkommando
Inför försvarsbeslutet 1996, etapp 2, föreslog regeringen för riksdagen att reducera antalet försvarsområdesstaber från 24 till 16 staber. Bland annat föreslogs att Älvsborgs försvarsområde (Fo 34) med stab i Borås skulle upplösas och avvecklas. Och i regeringens budgetproposition 1997/98:1 föreslog regeringen även att Skaraborgs försvarsområde (Fo 35) med stab i Skövde skulle upplösas och avvecklas. Det med bakgrund till att Västra Götalands län därmed skulle bilda ett försvarsområde med försvarsområdesstab i Göteborg vid Västkustens marinkommando. I dess ställe för de två före detta försvarsområdesstaberna i Borås och Skövde bildades Skaraborgsgruppen och Älvsborgsgruppen. Som ett vidare beslut i försvarsbeslutet 1996 kom även Öresunds marindistrikt föreslogs även att skulle inordnas i Västkustens marinkommando. Den nya organisationen, vilken riksdagen antog vid två tillfällen, kom att gälla från den 1 januari 1998, där Västkustens marinkommando fick det lite ovanligt långa namnet "Västkustens marinkommando inklusive Öresunds marindistrikt samt Västra Götalands försvarsområde (MKV/Fo 32)".
Inför försvarsbeslutet 2000 föreslog regeringen i sin propositionen för riksdagen, att den taktiska nivån bör reduceras genom att fördelnings- och försvarsområdesstaber samt marinkommandon och flygkommandon skulle avvecklas. Detta för att utforma ett armétaktiskt, marintaktiskt respektive flygtaktiskt kommando vilka skulle samlokaliseras med operationsledningen. Förslaget innebar att samtliga försvarsområdesstaber skulle avvecklas, vilket inkluderade Västra Götalands försvarsområde.

## Förläggningar och övningsplatser
När försvarsområdesstaben bildades förlades den till Östra hamngatan 2. Den 1 januari 1946 verkade staben från Södra Hamngatan 27. Från 1958 hade staben viss verksamhet förlagd till Badhusgatan 10 i Halmstad samt Norra Drottninggatan 21 i Uddevalla. Från den 13 december 1962 flyttades verksamheten i Uddevalla till Excercisvägen 1. Från den 18 januari 1966 förlades verksamheten i Göteborg till Nya Varvet och från 1981 till Kärringberget, där staben verkade fram till den avvecklades.

## Förbandschefer
Förbandschefen titulerades försvarsområdesbefälhavare och hade tjänstegraden överste 1. graden/kommendör 1. graden.

- 1942–1952: Överste Eric Grill
- 1952–1958: Överste Gilbert Nordqvist
- 1958–1961: Överste Henrik Lange
- 1961–1969: Överste 1. graden Birger Björnsson
- 1969–1977: Överste 1. graden Per Carleson
- 1977–1980: Överste 1. graden Kjell Werner
- 1981–1983: Konteramiral Bengt Rasin
- 1983–1984: Överste 1. graden Thorbjörn Ottoson
- 1984–1989: Överste 1. graden Svante Kristensson
- 1989–1991: Kommendör 1. graden Bertil Daggfeldt
- 1992–1992: Överste Nils Eklund
- 1992–1995: Kommendör 1. graden Carl-Gustaf Hammarskjöld
- 1995–1997: Överste 1. graden Anders Hammarskjöld
- 1997–2000: Kommendör 1. graden Nils-Ove Jansson

## Namn, beteckning och förläggning
| Göteborgs försvarsområde                         | 1942-10-01 | – | 1958-06-30 |
| Göteborgs och Bohus samt Hallands försvarsområde | 1958-07-01 | – | 1975-06-30 |
| Göteborgs och Bohus försvarsområde               | 1975-07-01 | – | 1997-12-31 |
| Västra Götalands försvarsområde                  | 1998-01-01 | – | 2000-06-30 |

| Fo 32    | 1942-10-01 | – | 1958-06-30 |
| Fo 32/31 | 1958-07-01 | – | 1975-06-30 |
| Fo 32    | 1975-07-01 | – | 2000-06-30 |

| Göteborgs garnison (F) | 1942-10-01 | – | 2000-06-30 |